# Pandémie de Covid-19 au Cap-Vert
La pandémie de Covid-19 au Cap-Vert démarre officiellement le 20 mars 2020. À la date du 14 janvier 2024, le bilan est de 417 morts.
Le 12 janvier 2020, l'Organisation mondiale de la santé (OMS) a confirmé qu'un nouveau coronavirus était à l'origine d'une maladie respiratoire chez un groupe de personnes de la ville de Wuhan, dans la province du Hubei, en Chine, qui a été signalée à l'OMS le 31 décembre 2019,. 
Le taux de létalité pour la Covid-19 a été beaucoup plus faible que le SRAS de 2003,, mais la transmission a été significativement plus élevée, avec un nombre total de décès important.

## Chronologie
Le 20 mars, le premier cas de Covid-19 dans le pays a été confirmé, un étranger de 62 ans originaire du Royaume-Uni,. 
Deux autres cas ont été confirmés le lendemain 21 mars. Les deux cas étaient des touristes, un des Pays-Bas, 60 ans, et un du Royaume-Uni, 62 ans. Ces deux cas et le précédent étaient tous sur l'île de Boa Vista avant d'être testés positifs. Le premier décès a été annoncé le 24 mars, concernant le premier cas confirmé au Cap-Vert. 
Le 25 mars, un quatrième cas a été confirmé, un citoyen national de 43 ans rentré d'Europe, le premier cas détecté dans la capitale du pays, Praia, sur l'île de Santiago,. Le jour suivant, le 26 mars, le ministre de la Santé du Cap-Vert a annoncé que la femme de l'homme avait également été testée positive, constituant ainsi la première transmission locale signalée. Il y avait cinq cas confirmés en mars dont un décès.
En avril il y avait 116 nouveaux cas, portant le nombre de cas à 121 dont un décès.
En mai il y avait 314 nouveaux cas et trois décès, portant le nombre de cas à 435 dont quatre décès.
En juin il y avait 792 nouveaux cas et onze décès, portant le nombre de cas à 1 227 dont 15 décès.
En juillet il y avait 1 224 nouveaux cas et huit décès, portant le nombre de cas à 2 451 dont 23 décès.
En août il y avait 1 433 nouveaux cas et 17 décès, portant le nombre de cas à 3 884 dont 40 décès.
En septembre il y avait 2 016 nouveaux cas et 59 décès, portant le nombre de cas à 5 900 dont 59 décès.
En octobre il y avait 2 948 nouveaux cas et 36 décès, portant le nombre de cas à 8 848 dont 95 décès.
En novembre il y avait 1 913 nouveaux cas et dix décès, portant le nombre de cas à 10 761 dont 105 décès.
En décembre 2020 il y avait 1 032 nouveaux cas et sept décès, portant le nombre de cas à 11 793 dont 112 décès.
En janvier 2021 il y avait 2 277 nouveaux cas et 22 décès, portant le nombre de cas à 14 070 dont 134 décès.
En février il y avait 1 330 nouveaux cas et 13 décès, portant le nombre de cas à 15 400 dont 147 décès.
En mars il y avait 2 070 nouveaux cas et 21 décès, portant le nombre de cas à 17 470 dont 168 décès.
En avril il y avait 6 084 nouveaux cas et 45 décès, portant le nombre de cas à 23 554 dont 213 décès.
En mai il y avait 6 805 nouveaux cas et 51 décès, portant le nombre de cas à 30 359 dont 264 décès.
En juin il y avait 2 098 nouveaux cas et 22 décès, portant le nombre de cas à 32 457 dont 286 décès.
En juillet il y avait 1 334 nouveaux cas et douze décès, portant le nombre de cas à 33 791 dont 298 décès.
En août il y avait 1 563 nouveaux cas et 15 décès, portant le nombre de cas à 35 354 dont 313 décès.
En septembre il y avait 2 222 nouveaux cas et 26 décès, portant le nombre de cas à 37 576 dont 339 décès.
En octobre il y avait 639 nouveaux cas et dix décès, portant le nombre de cas à 38 215 dont 349 décès.
En novembre il y avait 155 nouveaux cas et un décès, portant le nombre de cas à 38 370 dont 350 décès.
En décembre 2021 il y avait 4 093 nouveaux cas et deux décès, portant le nombre de cas à 42 463 dont 352 décès.
En janvier 2022 il y avait 13 232 nouveaux cas et 44 décès, portant le nombre de cas à 55 695 dont 396 décès.
En février 2022 il y avait 192 nouveaux cas et cinq décès, portant le nombre de cas à 55 887 dont 401 décès.
En mars 2022 il y avait 70 nouveaux cas, portant le nombre de cas à 55 957 dont 401 décès.
En avril 2022 il y avait 68 nouveaux cas, portant le nombre de cas à 56 025 dont 401 décès.
En mai 2022 il y avait 269 nouveaux cas et un décès, portant le nombre de cas à 56 294 dont 402 décès.
En juin 2022 il y avait 4 248 nouveaux cas et trois décès, portant le nombre de cas à 60 542 dont 405 décès.
En juillet 2022 il y avait 1 617 nouveaux cas et cinq décès, portant le nombre de cas à 62 159 dont 410 décès.
En août 2022 il y avait 169 nouveaux cas, portant le nombre de cas à 62 328 dont 410 décès.
En septembre 2022 il y avait 46 nouveaux cas, portant le nombre de cas à 62 374 dont 410 décès.
En octobre 2022 il y avait 25 nouveaux cas, portant le nombre de cas à 62 397 dont 410 décès.
En novembre 2022 il y avait 654 nouveaux cas et deux décès, portant le nombre de cas à 63 051 dont 412 décès.
En décembre 2022 il y avait 152 nouveaux cas, portant le nombre de cas à 63 203 dont 412 décès.
En 2023 il y avait 1 274 nouveaux cas et 7 décès, portant le nombre de cas à 64 477 dont 417 décès.

## Prévention
Depuis le 16 mars, des tests sont effectués au Cap-Vert plutôt qu'à l'étranger, par le Laboratório de Virologia de Cabo Verde, à Praia. 
Le 17 mars, à titre de mesure d'urgence, le Premier ministre José Ulisses Correia e Silva a annoncé,, la suspension de tous les vols à destination des États-Unis, du Brésil, du Sénégal, du Nigeria, du Portugal et de tous les pays européens touchés par le coronavirus. La suspension est active pendant trois semaines. Les exceptions concernent les vols de fret et les vols pour les citoyens étrangers souhaitant rentrer chez eux. L'interdiction s'applique également à l'accostage des navires de croisière, des voiliers et à l'atterrissage des passagers ou de l'équipage des cargos ou des bateaux de pêche. Des mesures plus exceptionnelles ont été prises le lendemain et le niveau de contingence a été relevé le 27 mars. 
Cabo Verde Airlines avait déjà pris la décision de suspendre les vols. Depuis le 28 février, les vols vers Milan (Italie) sont suspendus. Le 6 mars, les vols vers Lagos (Nigeria), Porto Alegre (Brésil) et Washington DC (États-Unis) ont également été suspendus. Le 17 mars, conformément à la décision du gouvernement, Cabo Verde Airlines a suspendu toutes ses autres liaisons. 
Le 28 mars, pour la toute première fois, l'état d'urgence a été déclaré au Cap-Vert, mettant en œuvre un ensemble de mesures visant à réduire les contacts sociaux et à fermer de nombreuses entreprises.

## Statistiques

Nombre de cas au Cap-Vert depuis le début de l'épidémie.

Nombre de morts au Cap-Vert depuis le début de l'épidémie.